# 東京スカーレット〜警視庁NS係
『東京スカーレット〜警視庁NS係』（とうきょうスカーレット けいしちょうエヌエスかかり）は、2014年7月15日から9月9日まで毎週火曜日22:00 - 22:54に、TBS系の「火曜ドラマ」枠で放送された東映・TBSテレビ製作のテレビドラマ。
主演の水川あさみは、日本テレビ系『シェアハウスの恋人』以来1年半ぶりの連続ドラマ主演で、TBS系『オルトロスの犬』以来5年ぶりの刑事役となり、「今までにない女性刑事を面白く演じたい」と話した。プロデューサーは、須藤泰司。

## あらすじ
2020年、東京でのオリンピック・パラリンピック開催が決定しこの数年で更なる変貌を遂げていく日本の首都。海外からのネガティブなイメージを払拭するため、警視庁捜査一課にベテラン女性刑事を係長に戴く新セクション“NS係”が誕生する。
NS係の係長に中堅女性刑事・出町いずみが任命される。いずみは係の人員をリクルートするが、誰に声を掛けても良い返事はなく…
刑事たちが遭遇する事件を通し、オリンピックに向けて変貌していくこの街の“過去・現在・未来”を描く。

## キャスト

### 警視庁刑事部

#### 捜査第一課NS係
鳴滝 杏〈31〉
演 - 水川あさみ
捜査官。阿藤とコンビを組む。警視庁麻布西警察署刑事課から転属。
阿藤 宗介〈49〉
演 - 生瀬勝久
階級は警部補。警視庁殺人犯捜査第15係から転属。
堀 徳美〈52〉
演 - 菅原大吉
捜査官。警視庁特命捜査対策室から転属。
荒木田 満〈35〉
演 - 近藤公園
捜査官。警視庁鑑識課から転属。
出町 いずみ〈49〉
演 - キムラ緑子
係長。階級は警部。

#### 捜査第一課
岩井 十三〈58〉
演 - 中村雅俊
課長。
赤松 公彦
演 - 青山勝
理事官。
和久井 弘志
演 - 松澤一之
捜査官。
森島 裕也
演 - 内倉憲二
捜査官。

### その他
木村 芽衣
演 - 奥村佳恵
鳴滝が行きつけにしている居酒屋「福朗」店員。

### ゲスト
複数話・単話登場の場合は演者名の横の括弧（）内に表記。
第1話
- 芝浜 勘太郎（東京都知事・NS係の発案者） - ラサール石井（第2・6話）
- 坂本 健太（有明クリーンサービス清掃員） - 内野謙太
- 三沢 百合子（クラブホステス） - 岩田さゆり
- 遠山 卓郎（アパレル会社経営者） - 伊東孝明
- 遠山 佳織（遠山の妻） - 東風万智子
- 小林 トオル / 濱中 佑太郎（鳴滝の彼氏・結婚詐欺師） - 黄川田将也
- 前田 虎之介（警視総監） - 中平良夫
- 馬場 龍一（警視庁刑事部部長） - 小川隆市
- 佐藤 一郎（強盗犯） - 島津健太郎
- 鳥飼 由希（警視庁刑事部捜査第一課捜査官） - 田口寛子

第2話
- 小田 光彦（バラバラ死体遺棄事件被疑者） - 梶原善
- 夢野 圭一郎（死体遺棄現場の土地所有者・漫画家） - 髙橋洋
- 白石 克明（バラバラ死体回収者） - 児玉貴志
- 下川 吾郎（ほおずき旅館主人） - 野口雅弘
- 下川 美枝子（ほおずき旅館女将） - 東佳代子
- 柿谷 次郎（夢野の担当編集者） - 賀川黒之助
- 丸岡 颯太（交通事故被害者） - 中山卓也
- 野島 ゆかり（事件目撃者） - 保田美帆
- 村上 仁志（事件目撃者・ゆかりの彼氏） - 相馬一貴
- 栗山 峰夫（柿谷の部下） - 鈴木文健
- 陳 美玲（バラバラ死体遺棄事件首謀者） - 福田ゆみ

第3話
- 原田 志保（さかき屋アルバイトリーダー） - 小林涼子
- 三浦 万里江（原田の同僚アルバイト） - 玄里
- 榊 清文（サカキフードサービス社長・村山の旧友） - 山崎大輔（第8話）（青年期：川並淳一）
- 白川 三千雄（さかき屋エリアマネージャー） - 奥田達士
- 福室 征治（さかき屋1号店店長） - 津村知与支
- 古賀（古賀モータース社長） - 有福正志
- 財前 茂光（窃盗常習犯） - 柳憂怜
- 下平 早苗（鳴滝の友人） - 河本千明（第7話）
- 今堀 未希（さかき屋1号店元店長） - 沖田愛
- 松平 貴（原田の同僚アルバイト） - 町井祥真
- 山本 京子（原田の同僚アルバイト） - 土井玲奈
- 島村 美玖（原田の同僚アルバイト） - 中村沙樹
- 保坂（さかき屋2号店店長） - 谷口翔太

第4話
- 桂井 麻夫（多摩生体科学研究センター研究員） - 川岡大次郎
- 加賀 彬（多摩生体科学研究センター教授） - 中村育二
- 矢部 真人（ウイルステロ模倣犯） - 少路勇介
- 今井 隆（帝都大学院生） - 浅利陽介
- 水原 修司（警視庁参事官） - 大鷹明良
- 水木（東京感染症研究所研究員） - 若林久弥

第5話
- 横井 真由子（横井の妻） - 中村ゆり（少女期：くわの空）
- 黒川 秀輝（強盗殺人事件の遺族） - 窪塚俊介
- 岡林 信之（警視庁新宿中央警察署元捜査官） - 村田雄浩
- 横井 剛史（連続強盗殺人事件の加害者・死刑囚） - 弓削智久
- 岡林 春菜（岡林の娘） - 小野花梨
- 岬 加奈子（強盗殺人事件の被害者） - 松本舞
- 黒川 秀雄（強盗殺人事件の被害者） - 田野良樹

第6話
- 鈴木 鈴（女優） - 森カンナ
- 森田 直継（鈴の担当マネージャー） - 東根作寿英
- 井岡 泰輔（ショーパブのママ） - 手塚とおる
- 広本 修吾（舞のファン） - 夙川アトム
- 河辺 敏夫（振り込め詐欺グループメンバー） - 宮島朋宏
- 田中 舞（女優） - 和栗みゆ
- 吉池 達也（鈴の子供） - 細野涼聖
- 如月 優斗（子役） - 首藤一心

第7話
- 若林 玄（ミュージシャン・元五次元メンバー） - モト冬樹
- 井上 晃司（東京アットホーム社長・元五次元メンバー） - 中島久之
- 井上 君子（井上の妻・若林の元妻） - 結城しのぶ
- 伊藤 エリ（井上の秘書） - 末永遥
- 崎田 逸郎（東京アットホーム専務） - 坂西良太
- 八木（警視庁鑑識課員） - 信太昌之
- 高橋 恵（井上の秘書） - 石原あつ美

第8話
- 村山 耕三（元ヨツイ製作所機械工・榊の旧友） - 金田明夫（青年期：酒井貴浩）
- 鳴滝 敏郎（杏の父・靴職人） - 前田吟
- 松永 優太（村山の知人・元サカキフードサービス社員） - 清水優
- 田代 澄江（村山、榊の昔馴染み） - 田根楽子
- 鈴木 貴之（カレー専門店店員） - 岩瀬亮
- カズ（村山の知人・ホームレス） - 山崎画大
- 藤井 尚子（村山の娘・照明デザイナー） - 高橋麻理
- 村山 千紗子（村山の妻） - 白井美貴

最終話
- 坂口 由利恵（フリージャーナリスト） - 星野真里
- 三原 貴子（江藤康史事務所スタッフ） - 遊井亮子
- 小笠原 秀雄（帝栄ホールディングス会長・暴行事件被害者） - 浜田晃
- 柳原 仙太郎（川を取り戻す会会員） - 佐藤蛾次郎
- 江藤 康史（東京都議会議員） - 近江谷太朗
- 新山 友宏（川を取り戻す会会員・暴行事件加害者） - 阿部進之介
- 望月 徳雄（川を取り戻す会会員） - 児玉頼信
- 秋本 さえ子（川を取り戻す会会員） - 吉田幸矢
- 前原 雄輔（下水道作業中の事故死・坂口の元婚約者） - 粟島瑞丸
- 新山 宏嗣（下水道作業中の事故死・新山の父） - 針原滋

## スタッフ
- 脚本 - 岩下悠子、櫻井武晴、入江信吾
- 音楽 - 池頼広
- 監督 - 近藤俊明、森本浩史
- 主題歌 - moumoon「I'm Scarlet」（avex trax）
- オープニング・テーマ - wacci「リスタート」（EPICレコードジャパン/ソニー・ミュージックレーベルズ）
- 劇中歌 - 中村雅俊「あなたひとり」（日本コロムビア）（第7話）
- 助監督 - 高橋浩、吉村昌晃
- タイトルバック - 大喜多正毅
- 擬斗 - 二家本辰己、所博昭
- 警察監修 - 尾崎祐司
- 編成 - 橋本孝、高山暢比古（TBS）
- プロデューサー - 須藤泰司（東映）
- ラインプロデューサー - 林周治
- プロデューサー補 - 谷中寿成
- 製作 - 東映、TBS

## 放送日程
| 各話                                                      | 放送日  | サブタイトル                    | 脚本     | 監督     | 視聴率 | 備考     |
| --------------------------------------------------------- | ------- | ------------------------------- | -------- | -------- | ------ | -------- |
| 第1話                                                     | 7月15日 | 夢の城…タワーマンション殺人事件 | 岩下悠子 | 近藤俊明 | 9.8%   | 10分拡大 |
| 第2話                                                     | 7月22日 | 最高に幸福な殺人事件            | 岩下悠子 | 近藤俊明 | 6.6%   |          |
| 第3話                                                     | 7月29日 | 殺人アルバイト                  | 入江信吾 | 森本浩史 | 6.6%   |          |
| 第4話                                                     | 8月05日 | 増殖する嘘                      | 櫻井武晴 | 森本浩史 | 5.7%   |          |
| 第5話                                                     | 8月12日 | 死刑囚と結婚した女              | 岩下悠子 | 近藤俊明 | 5.4%   |          |
| 第6話                                                     | 8月19日 | 都知事暗殺!? 杏に指令…          | 入江信吾 | 近藤俊明 | 4.8%   |          |
| 第7話                                                     | 8月26日 | 見果てぬ夢に殺された男          | 櫻井武晴 | 森本浩史 | 6.8%   |          |
| 第8話                                                     | 9月02日 | 人生をすり替えた逃亡犯          | 岩下悠子 | 森本浩史 | 5.2%   |          |
| 最終話                                                    | 9月09日 | 死を隠す女・隠された女          | 岩下悠子 | 近藤俊明 | 7.5%   |          |
| 平均視聴率 6.5%（視聴率は関東地区、ビデオリサーチ社調べ） |         |                                 |          |          |        |          |

- 第1話は23:04（正式終了時刻は23:03:55）までの拡大SP。この後『NEWS23（第2期）』への5秒ジャンクション（内容紹介）→麒麟麦酒の30秒カウキャッチャーCMと続き、23:04:30から『NEWS23』となった（カウキャッチャー以外の前CM抜き）。